# Conservación del suelo
Conservación del suelo, en la agricultura, la ganadería o la silvicultura, es un conjunto de prácticas aplicadas para promover el uso sustentable del suelo.

## Problemas principales
La erosión, la compactación, el aumento de la salinidad y de la acidez del suelo son los mayores problemas relacionados con el uso inadecuado del suelo, pudiendo tener relación directa con la escasez de alimentos en un futuro no muy distante. Sin prácticas adecuadas que protejan el suelo, el resultado puede ser un profundo desequilibrio del sistema productivo. 
Con más de siete mil millones de personas habitando la Tierra, la humanidad está obligada a disponer de más de mil millones de hectáreas agrícolas para poder subsistir. Las áreas de suelo con un uso inadecuado reducen significativamente su potencial productivo, por lo que hoy día se trabaja para renovar y acondicionar las técnicas productivas y para preservar los recursos naturales y del suelo en particular. Se debe observar que los recursos son limitados, no pudiendo ser desperdiciados.
Los problemas que dañan el suelo son diversos, casi todos ellos causados por el hombre: el uso excesivo de los recursos naturales como la minería pesada, que causa la rotura de los suelos de los alrededores; la tala indiscriminada de árboles, que lleva al suelo a degradarse por quedar expuesto a los elementos (viento y lluvia); y la sobresiembra de soja, que desgasta los minerales del suelo.

## Planificación
La planificación técnica previa es importante para la conservación del suelo. Es preciso analizar todos los problemas, pues no es suficiente con resolver sólo una parte de los mismos. Se deben considerar también los costos de producción y los precios de mercado, pues la falta de rentabilidad provoca el abandono de las tierras sin cobertura vegetal.

## Principales prácticas de conservación del suelo

### Análisis del suelo

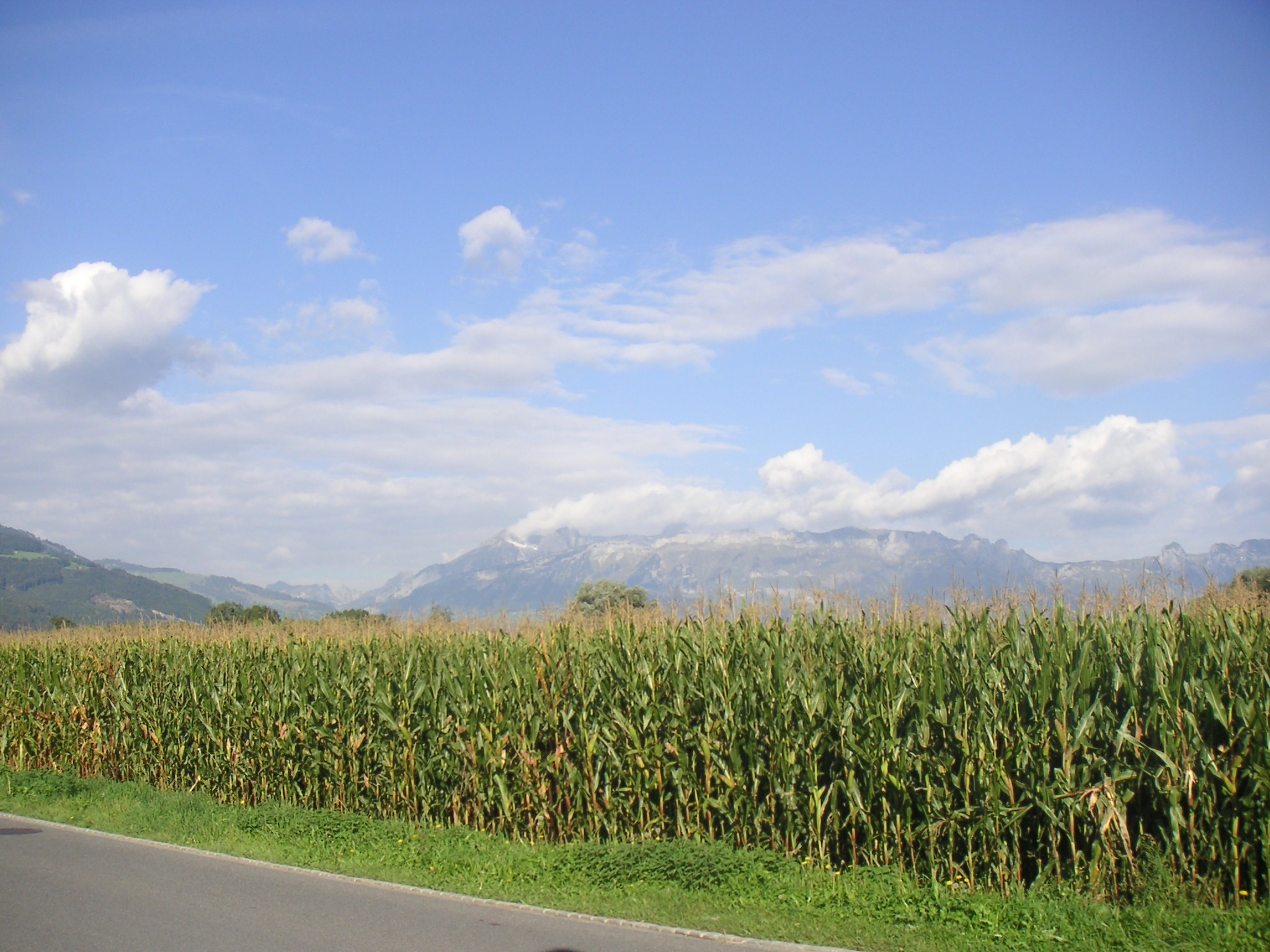
Sementera de millo (maíz) en Liechtenstein.

La agricultura dio un salto cualitativo y cuantitativo cuando se descubrieron y aplicaron los abonos químicos. Pero hoy día el problema del aumento de la salinidad de los suelos, provocado por un uso excesivo de los abonos químicos, entra en confrontación directa con ese avance de la agricultura. Como soluciones a este problema se podrían enumerar los siguientes: un análisis previo de las características físico-químicas del suelo, en laboratorios especializados, adaptadas a cada tipo de cultivo, permite la aplicación de los fertilizantes adecuados en cantidades óptimas, evitando los excesos; El movimiento de la agricultura orgánica ha avanzado al encontrar y difundir tecnologías que contrarrestan las secuelas negativas sobre el suelo de la llamada revolución verde y los agroquímicos.

### Conservación de los organismos del suelo
Promover el equilibrio de los organismos beneficiosos del suelo es un elemento clave en su conservación. El suelo es un ecosistema que incluye desde los microorganismos, bacterias y virus, hasta las especies macroscópicas, como la lombriz de tierra. 
Los efectos positivos de la lombriz son bien conocidos por todos, al airear la tierra, crear drenajes y promover la disponibilidad de macronutrientes. Cuando las lombrices excretan, fertilizan el suelo con fosfatos y potasio. Cada lombriz puede excretar 4,5 kg por año. 
Los microorganismos cumplen un papel vital para la obtención de macronutrientes. Como ejemplo podemos citar la fijación de nitrógeno, que es realizada por bacterias simbióticas. Estas tienen la enzima denominada nitrogenasa, que combina el nitrógeno gaseoso con hidrógeno para producir amoníaco, que es convertido por las bacterias en otros compuestos orgánicos. Algunas bacterias como la Rhizobia, viven en los nódulos de las raíces de las legumbres. Establecen una relación mutualística con la planta, produciendo amoníaco a cambio de carbohidratos. Varios hongos desarrollan micorrizas o asociaciones simbióticas con las raíces de plantas vasculares. Estos hongos aumentan la disponibilidad de minerales, agua y alimentos orgánicos a la planta, mientras que extraen de éstas los azúcares y aminoácidos que necesitan para vivir.
A menudo, el uso de productos químicos sobre el suelo da origen a consecuencias imprevistas e involuntarias sobre los organismos del suelo. Cualquier uso de pesticidas debe emprenderse sólo después de un análisis minucioso de las toxicidades residuales sobre los organismos del suelo, así como de los componentes ecológicos terrestres. 
La erosión hídrica reduce significativamente el potencial de producción en los campos. El agua que discurre decapita el horizonte superior del suelo (el más fértil). En terrenos con pendiente, este problema se evita si se reduce la velocidad del agua. La utilización de canales de evacuación de excedentes hídricos, denominados "terrazas", solucionan en parte el problema, además de aportar otros beneficios. Las terrazas constan de un canal de intercepción y un lomo de tierra, cruzando la pendiente de tal manera que el agua que captan es ordenada y encauzada hacia un canal de desagüe. Éste deposita los excedentes fuera del lote con una velocidad no erosiva. Además de frenar un escurrimiento excesivo, estas obras fomentan la infiltración del agua. Es decir, aseguran que la mayoría de las gotas de agua que entran al campo se queden allí, almacenando más agua para el cultivo.
La medición de estas obras hidráulicas es llevada a cabo por ingenieros agrónomos. Herramientas tales como arados, rastras de discos, palas de arrastres, terraceadores y motoniveladoras son utilizadas para su construcción, basada en las mediciones realizadas por los ingenieros. Estas obras previenen la formación de surcos y zanjas, algunos de éstos con un ancho de 20 m y una profundidad de 4 m, dependiendo de la intensidad y longitud de la pendiente.

### Rotación de cultivos
Cada tipo de cultivo tiene sus necesidades y muchas veces lo que falta para uno sobra para el otro. Así, un uso adecuado de los cultivos resulta en una menor necesidad de abonos y protecciones. Como regla general es muy beneficioso intercalar leguminosas y gramíneas en un ciclo productivo.

### Siembra Directa
Es probado que es una de las mejores técnicas de conservación de los suelos. Se entiende por siembra directa la siembra del cultivo sobre los restos del cultivo anterior, sin laborear el suelo. El suelo se abre muy poco haciendo una microlabranza en un surco para la semilla y el fertilizante. Se usan sembradoras especiales (de directa) con una batería de discos y cuchillas que realizan la operación en el suelo. Con esta técnica se promueve la conservación del suelo y de su actividad biológica.
Una de las principales ventajas es la presencia de cobertura sobre el terreno y la reducción significativa de la compactación de las capas más profundas del suelo. Es decir, se evitan los pisos de arado. Su principal desventaja es un aumento inicial del uso de herbicidas para controlar las malezas. Por ello la asesoría de un agrónomo o técnico especializado es fundamental en el proceso. Sin embargo, las ventajas se incrementan cosecha a cosecha, pues son acumulativas y se trata de un proceso virtuoso para una mejor producción.

### Explorar sinergias
Varias actividades agrícolas son complementarias, pudiendo generar economía de recursos si son bien exploradas. Asociar cultivos anuales con ganadería o la avicultura puede ahorrar energía y abonos generando así beneficios para el agricultor y el medio ambiente.